# 黃禹錫

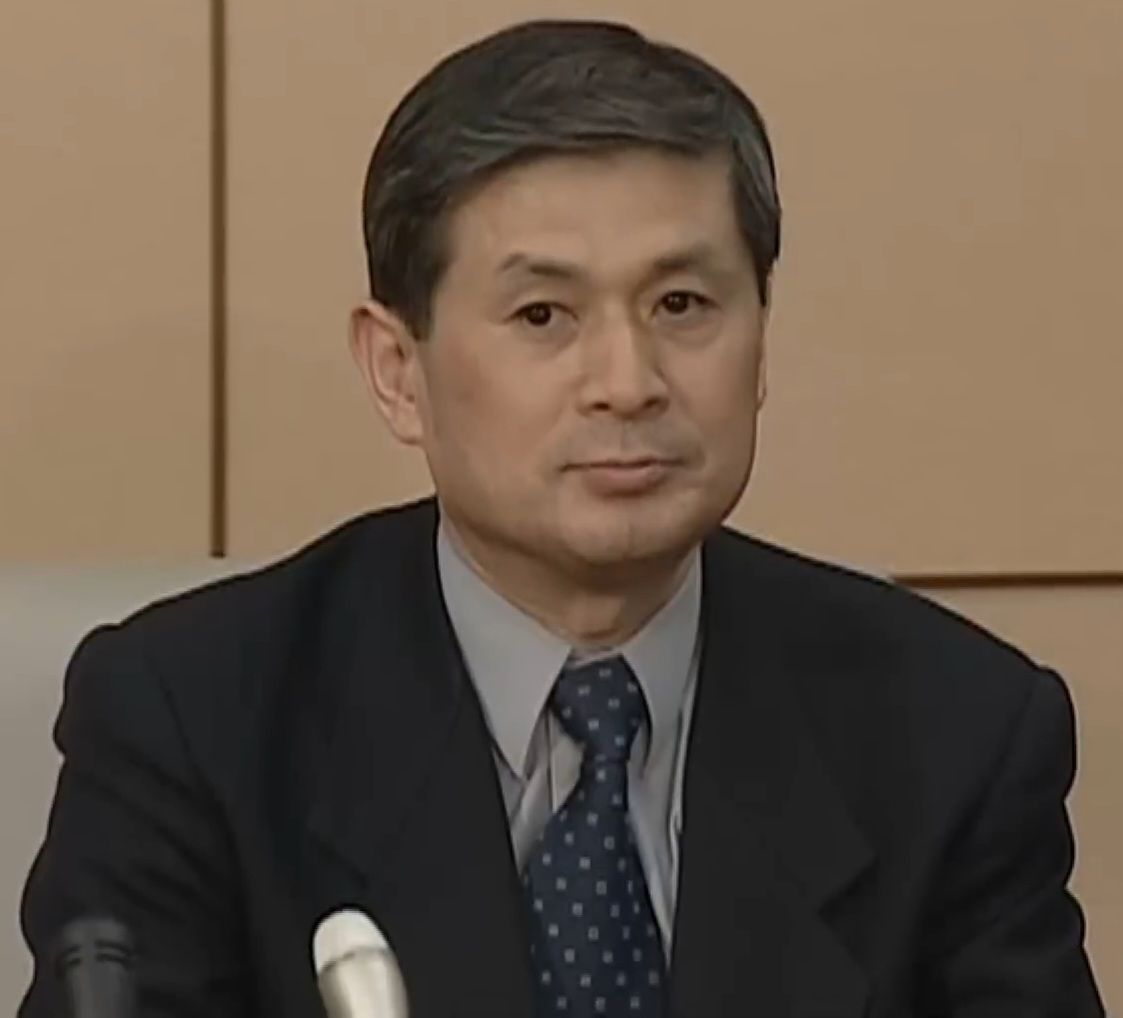
黃禹錫

黃禹錫（韓語：황우석，1952年12月15日—），大韓民國生物學家，出生於忠清南道扶餘郡的一间穷苦人家，曾經擔任首爾大學獸醫系首席教授。他在幹細胞的研究一度令他成為韓國人的民族英雄、視同朝鮮族摘下諾貝爾獎的希望。2005年12月，他偽造多項研究成果以及洗錢的事情遭到揭發，韓國舉國嘩然。2010年12月16日，首尔高等法院二审判黄禹锡有期徒刑18个月，缓刑兩年。

## 童年
5歲喪父，母親養育6個孩子，為人放牛，小時候幫母親照顧生病的牛，立志做獸醫。母親賺的錢只夠兩個孩子讀書，因此黃禹錫更加刻苦用功，後考上首爾大學獸醫系，29歲獲得獸醫專業的博士學位。成為首爾大學獸醫系教授。

## 揭發

### MBC電視台節目
2005年11月，韓國文化廣播公司新聞節目《PD手冊》報道黃禹錫在研究過程中「取用研究員的卵子」的醜聞。其後，該台被揭發編採人員在採訪期間以威嚇方式向研究員逼供。

### 政府反應
2005年1月1日，韓國通過立法並執行為黃禹錫量身訂作的《生物科技道德法》，10月19日成立世界幹細胞中心（The World Stem Cell Hub），黃禹錫成為該中心主持人。韓國政府並宣布每年投入2500萬美金，給他的研究團隊進行相關研究。
2006年1月10日，首爾大學的一個委員會宣佈，黃禹錫在複製幹細胞上的一系列論文系偽造。3月22日，韓國最高科學家委員會決定，正式取消黃禹錫的“最高科學家”稱號。5月12日，韓國檢察機關對黃禹錫提起訴訟，2006年7月18日，韓國政府也決定取消黃禹錫的“最高科學家”稱號，並免去其一切公職。

### 國民反應

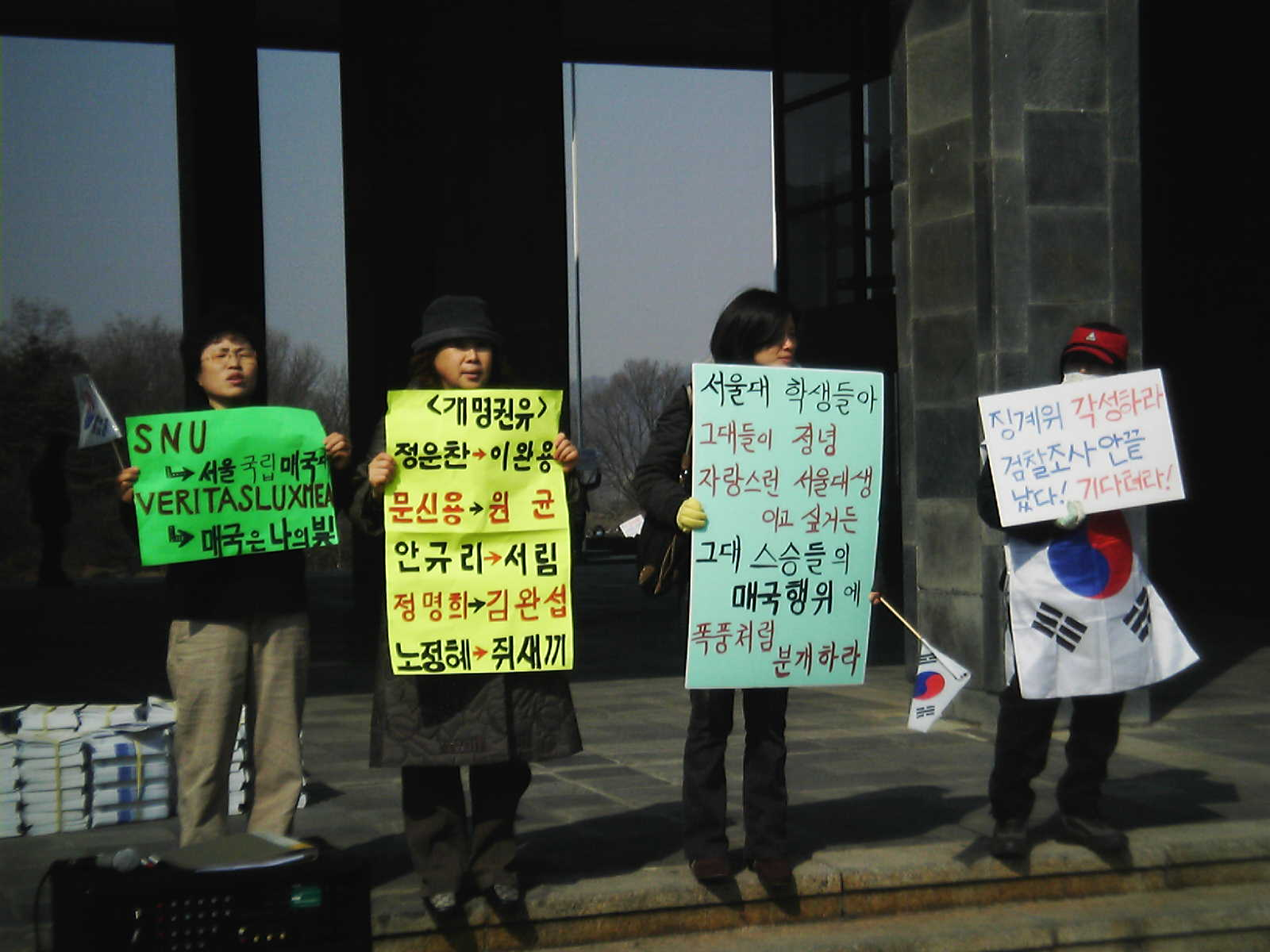
2006年2月20日，一群黃禹錫支持者在首爾大學抗議。

韓國民眾一度把黃禹錫當成民族英雄，視為國家科技實力象徵，大韓航空甚至提供黃禹錫夫婦免費搭乘頭等艙，為期長達十年。至今韓國民眾還是無法接受這樣的事實。韓國人痛心地稱這一天將成為韓國的“國恥日”。

## 審訊
2005年11月24日，他由於在研究中爆出倫理醜聞，面臨使用科研組女研究員卵細胞的指控，並有細胞買賣的行為，辭去了在首尔大学的一切公職。2006年1月13日凌晨首爾中央地方檢察廳的特別調查小組分赴黃禹錫住家與實驗室等26個地點，查扣大批電腦資料與文件。韓國檢方還調查發現，黃禹錫將政府和民間支援團體等提供的巨額研究費用佔為己用，共挪用了五億九千二百萬韓元，並透過利用各種人頭開設的六十多個銀行戶頭進行洗錢；首爾大學教授姜成根、李炳天和漢陽大學教授尹賢洙也分別挪用了數千萬至數億韓元不等的研究費用。韓國檢方限制28名黃禹錫研究室人員出境。首爾大學調查委員會公佈「黃禹錫造假事件」調查結果，證實黃禹錫及其研究小組除成功培育出全球第一隻複製狗「史納皮」外，其餘科研成果都是造假。
2007年11月，有声音为黄禹锡提出一些辩解, 指哈佛大学达利教授（G. Daley）在《细胞》上的发表论文确认黄氏干细胞株有效。 但實際上达利教授所指的是黄氏干细胞可能是第一次实现了从人類卵子的单性生殖   , 而不是黄禹锡所宣稱的從卵母细胞中加上體細胞細胞核產生幹細胞。

## 年表
1995年，黃禹錫著手於牛的克隆技術，並取得成功。
2004年2月，他成功利用SCNT技術複製胚胎幹細胞
2005年5月，他宣稱成功把人類的體細胞移殖到人的卵子細胞，並成功把細胞培養成為胚胎。其後，他在記者會中批評當時美國總統對幹細胞研究的政策。這件事使他成為當時的新聞人物。
8月3日，他帶領的隊伍成功完成了狗克隆技術。這次實驗，3000多顆受精卵中，只有三顆成功長成胚胎，並只有一隻狗生還，起名叫“史納比”。他成了韩国的民族英雄，上了邮票，獲韩国科技部授予“最高科学家”的称号。
11月24日，他由于在研究中爆出伦理丑闻，遭控使用科研组女研究员的卵细胞，并有细胞买卖的行为，辞去了在首尔大学的一切公职。
12月23日，首尔大学调查委员会表示，黄禹锡年初刊登在《科学》杂志上的、有关幹细胞研究的一个具有重大突破性进展的研究论文是伪造的。随后黄禹锡向国民道歉，并辞去首尔大学的教授职务。
12月29日，首尔大学调查委员会宣布，黄禹锡根本没有培育出与患者体细胞基因相同的特制胚胎幹细胞。
2006年1月10日，首尔大学调查委员会宣布，黄禹锡在复制幹细胞上的一系列论文系伪造。但動物克隆技術確實擁有，例如史納比。
3月2日，黄禹锡在首尔检察厅接受韩国检察部门调查。这是他在“造假事件”曝光後首次接受司法调查。
5月12日，韩国检察机关对黄禹锡提起诉讼，指控他在干细胞研究中犯有欺诈罪、侵吞财产罪、违反《生命伦理法》等罪名。
7月4日，黄禹锡首次在法庭上承认曾指示手下在论文中造假，并表示愿为此承担责任。
7月18日，韩国政府决定取消授予黄禹锡的科学技术勋章和创造奖章。
10月24日，黄禹锡出庭作证说，他曾利用部分捐款，从俄罗斯黑手党手中购买猛犸组织，以克隆这种动物，并把开支列为购买试验用的奶牛。
2009年10月26日，首爾中央地方法院以侵吞研究經費和非法買賣卵子罪一審判決，判處黄禹錫有期徒刑2年，緩刑3年。
2010年12月16日，首尔高等法院二审判黄禹锡有期徒刑18个月，缓刑2年。
2011年10月，黃禹錫团队宣布利用狗的卵子，成功异种克隆了8只郊狼 。

## 外部連結
- 美國健康院有關幹細胞的研究中心 （英文）
- 当代科学技术中的权益与话语争夺：黄禹锡事件之后续发展研究 （页面存档备份，存于） - 江晓原